# آق-یول (شهرستان آق‌سی)
آق-یول (به لاتین: Ak-Jol) یک منطقهٔ مسکونی در قرقیزستان است که در شهرستان آق‌سی واقع شده‌است. آق-یول ۲٬۱۸۰ نفر جمعیت دارد.